# Arenaria conimbricensis
Arenaria conimbricensis là loài thực vật có hoa thuộc họ Cẩm chướng. Loài này được Brot. mô tả khoa học đầu tiên năm 1805.